# Dorfkirche Frankendorf (Storbeck-Frankendorf)

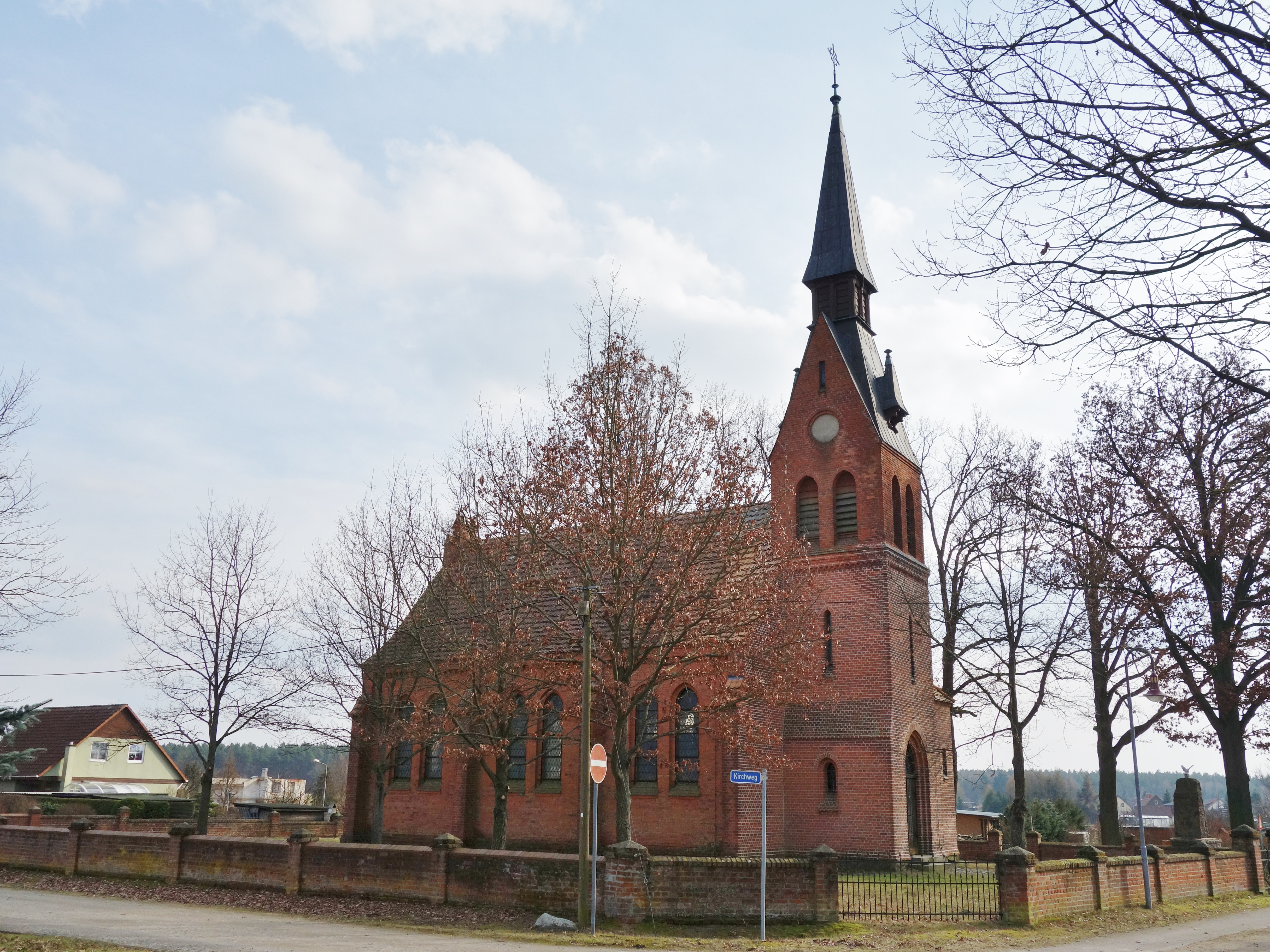
Dorfkirche, Blick von Nordwesten (2016); rechts auf der Fotografie befindet sich das Kriegerdenkmal

Die evangelische, denkmalgeschützte Dorfkirche in Frankendorf im Brandenburger Landkreis Ostprignitz-Ruppin ist ein neugotischer Backsteinbau.

## Lage
Das Kirchengebäude liegt in der Straße Altdorf 1 des Dorfes Frankendorf, welches Teil der Gemeinde Storbeck-Frankendorf ist.
Südwestlich der Kirche befindet sich ein Kriegerdenkmal für die Gefallenen des Ersten Weltkriegs. Auf zwei Stufen steht ein Sockel aus Feldstein mit Medaillonfeld. Darauf ist eine bearbeitete Findlingsstele aufgesetzt, die einen Adler mit ausgebreiteten Flügeln auf einer Kugel trägt. Frontal auf dem Findling ist eine Inschrift mit den Gefallenen des Dorfes angebracht und über der Inschrift ein Eisernes Kreuz.

## Beschreibung
Es handelt sich um eine neugotische Saalkirche aus Backstein, die 1894 oder um 1905 erbaut wurde. Das einschiffige Gotteshaus besitzt eine Apsis mit 5/8-Schluss. Auf dem Westturm sitzt ein schmaler Dachreiter.

## Nutzung
Die Kirchengemeinde gehört zur Gesamtkirchengemeinde Temnitz im Kirchenkreis Wittstock-Ruppin der Evangelischen Kirche Berlin-Brandenburg-schlesische Oberlausitz (EKBO).

## Galerie

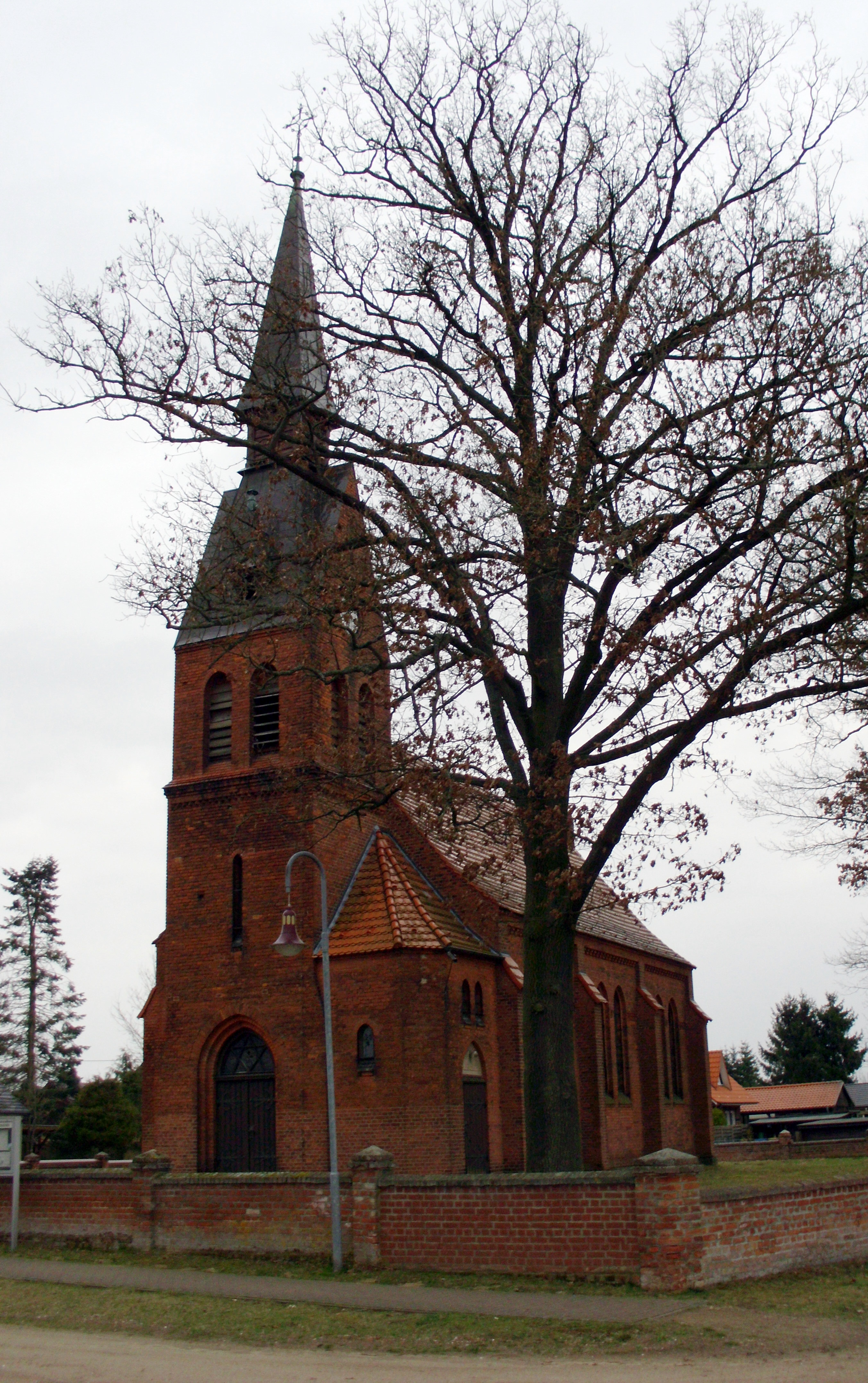
Blick von Südwest mit Eingangsportal und Westturm
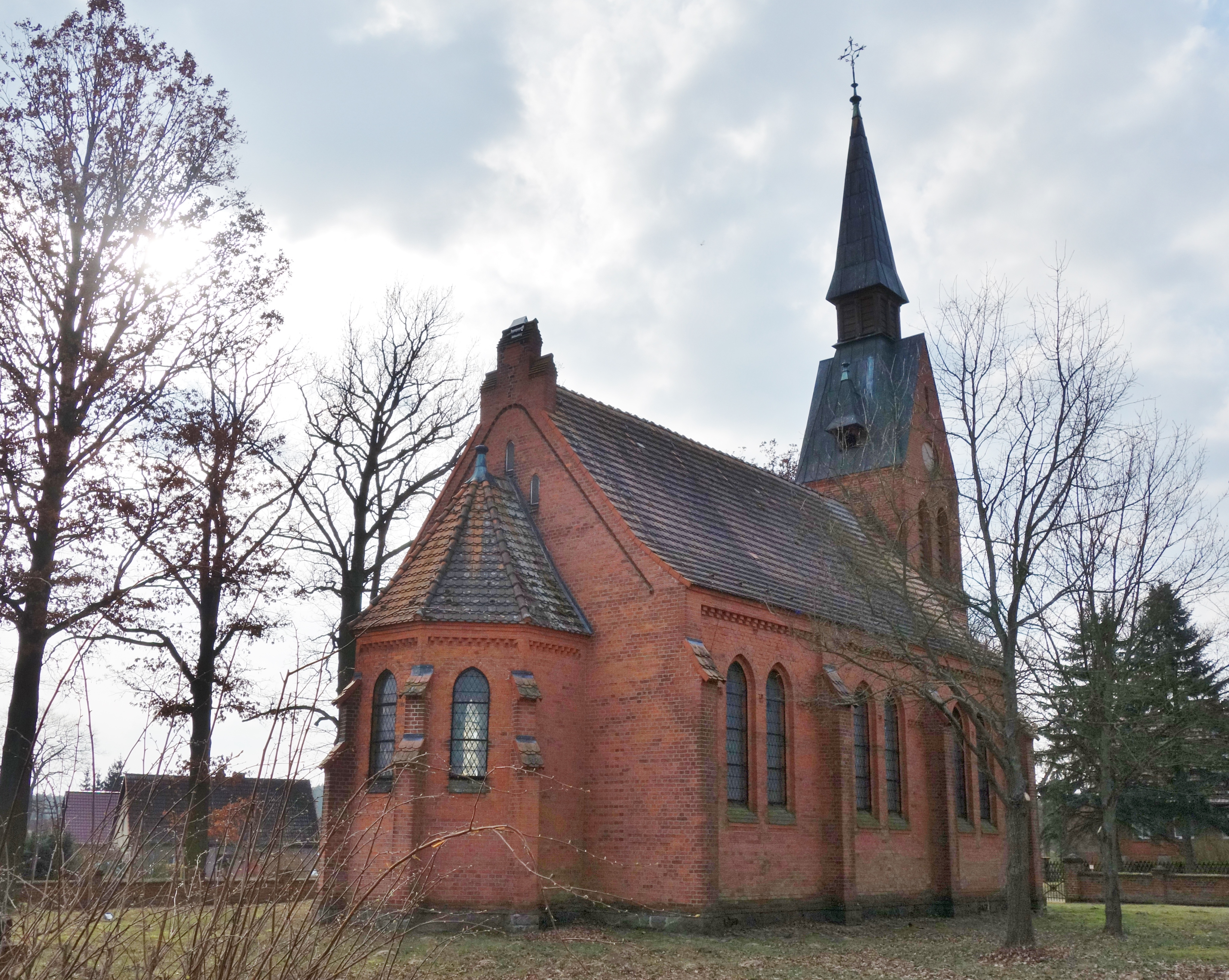
Blick von Nordost mit Apsis
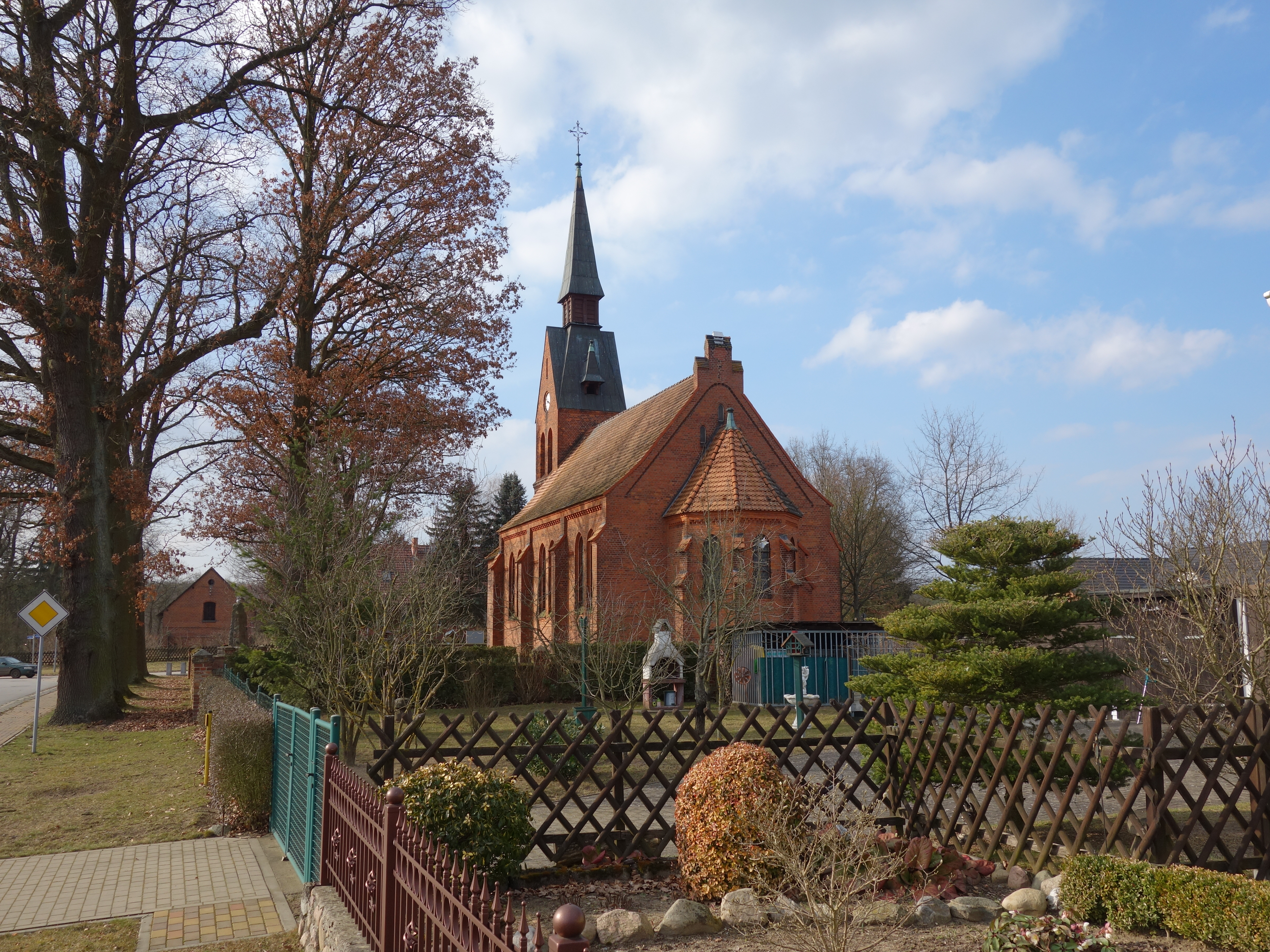
Blick von Südost; an der Straße Neudorf befindet sich das Gefallenendenkmal